# Metallyra stenochioides
Metallyra stenochioides är en skalbaggsart som beskrevs av Thomson 1864. Metallyra stenochioides ingår i släktet Metallyra och familjen långhorningar.
Artens utbredningsområde är:
- Gabon.
- Nigeria.
- Togo.

Inga underarter finns listade i Catalogue of Life.